# Rue Crébillon (Nantes)
Pour les articles homonymes, voir Rue Crébillon.
La rue Crébillon est une rue de Nantes, en France, réputée pour ses commerces de vêtements et joaillerie de luxe (The Kooples, Gérard Darel, Lacoste, Mauboussin, etc.).

## Situation et accès

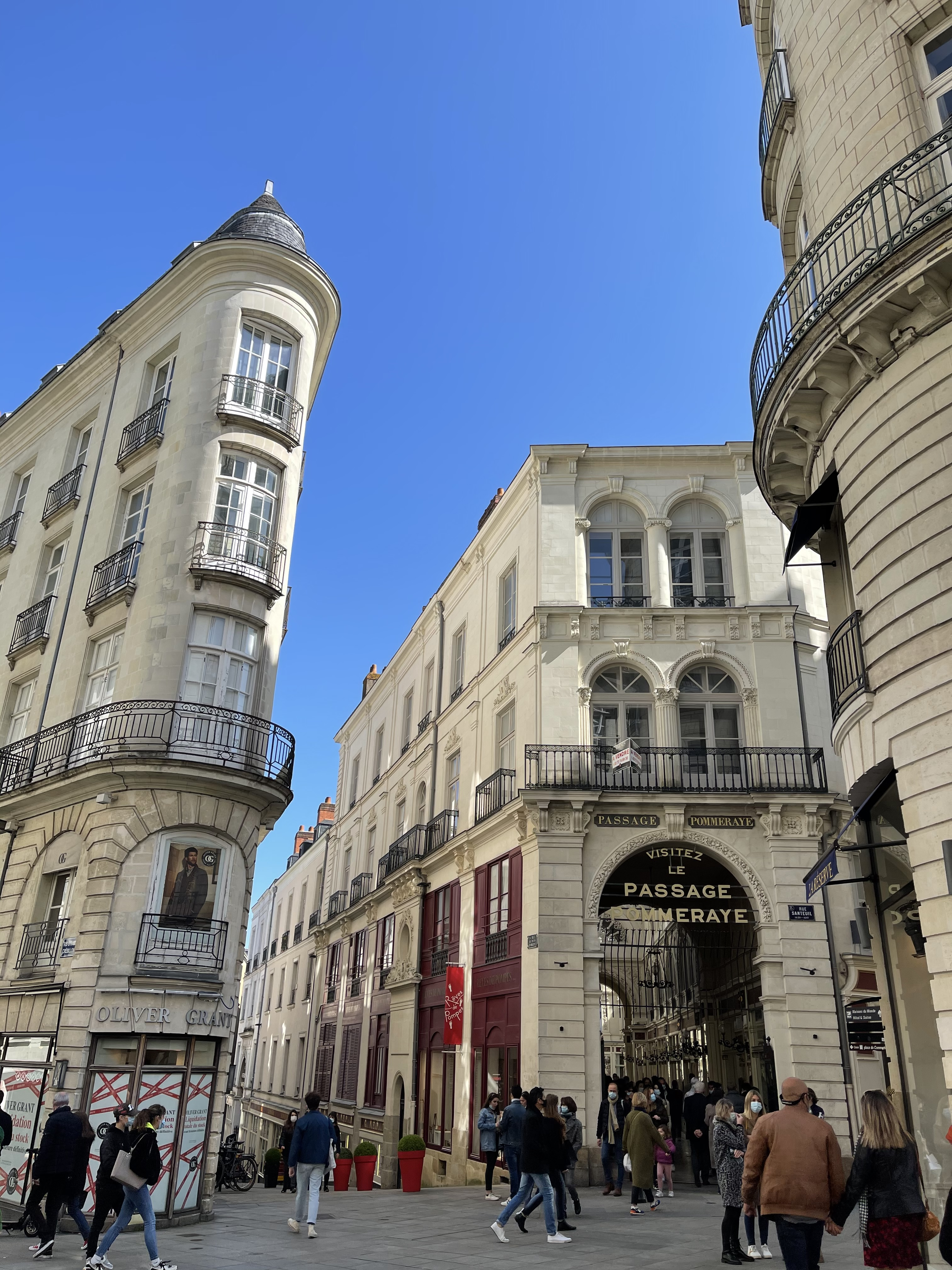
L'entrée du passage Pommeraye et la rue du Puits d'Argent vues depuis la rue Crébillon.

Située dans le centre-ville de Nantes elle relie la place Royale à la place Graslin et rencontre sur son tracé les rues de Guérande, Contrescarpe, Régnier, Santeuil et Boileau, le passage de la Châtelaine, ainsi que la rue Grétry. Il s'agit d'une rue entièrement piétonne depuis 2011 (auparavant, elle n'était que semi-piétonne depuis 1985), légèrement en pente descendante vers son extrémité orientale.
Près du débouché de la rue Santeuil, en retrait d'une dizaine de mètres par rapport à la rue Crébillon, se trouve l'une des entrées du passage Pommeraye, galerie marchande couverte classée monument historique depuis 1976.
L'actuel aménagement de la rue la rendant entièrement pavée date de 2017-2018.

Sur les 240 mètres de l'artère, sont répartis par paires, 12 portiques en verre trempé conçus également en 1985 par l'architecte Bernard Barto ; hauts de 2,30 m, larges de 1,80 m et épais de 20 cm, ils sont éclairés au néon en lumière diffuse et font donc office d'éclairage public, en plus des réverbères fixés sur les façades.

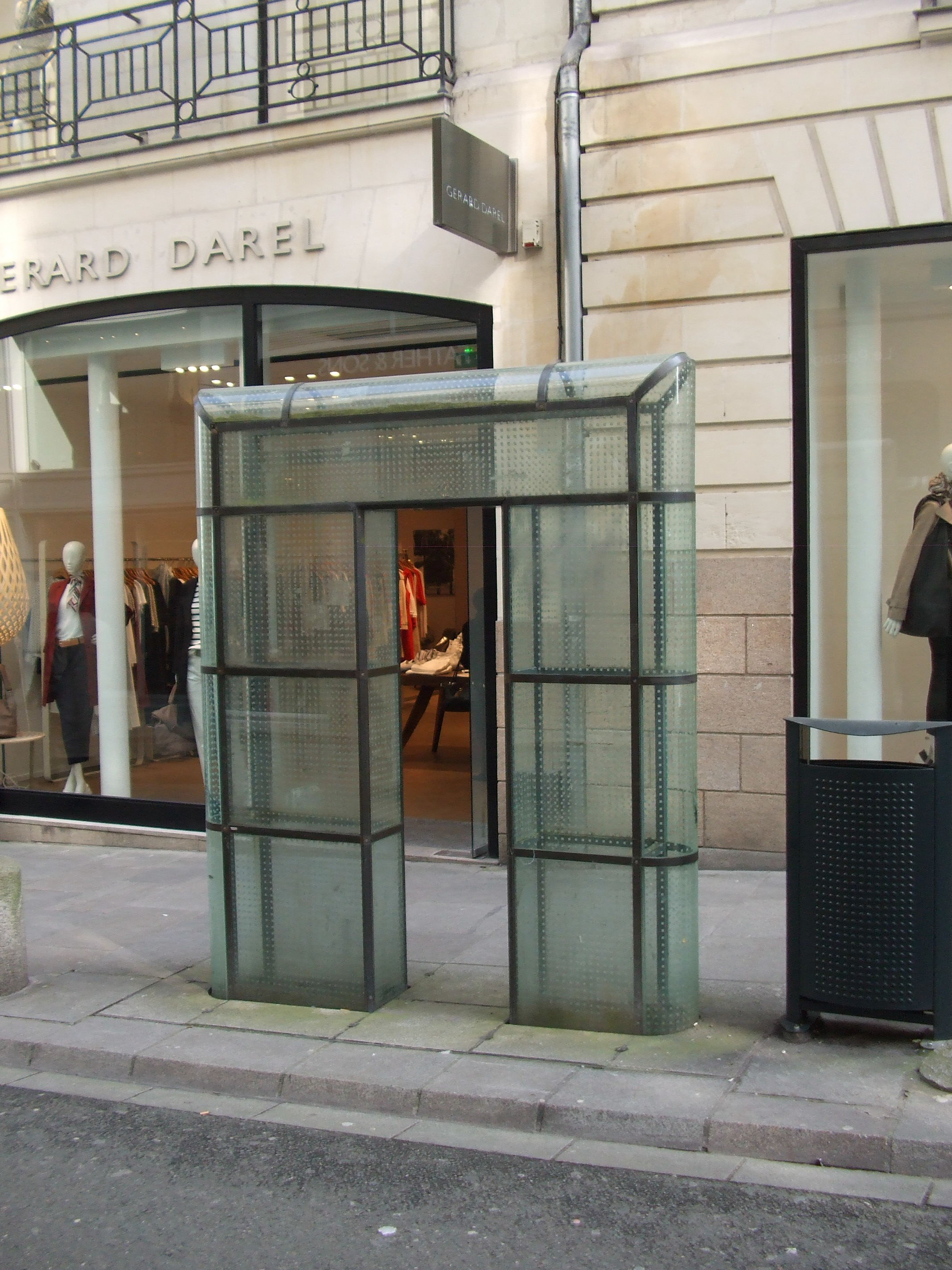
Portique de verre trempé faisant office d'éclairage urbain.

## Origine du nom

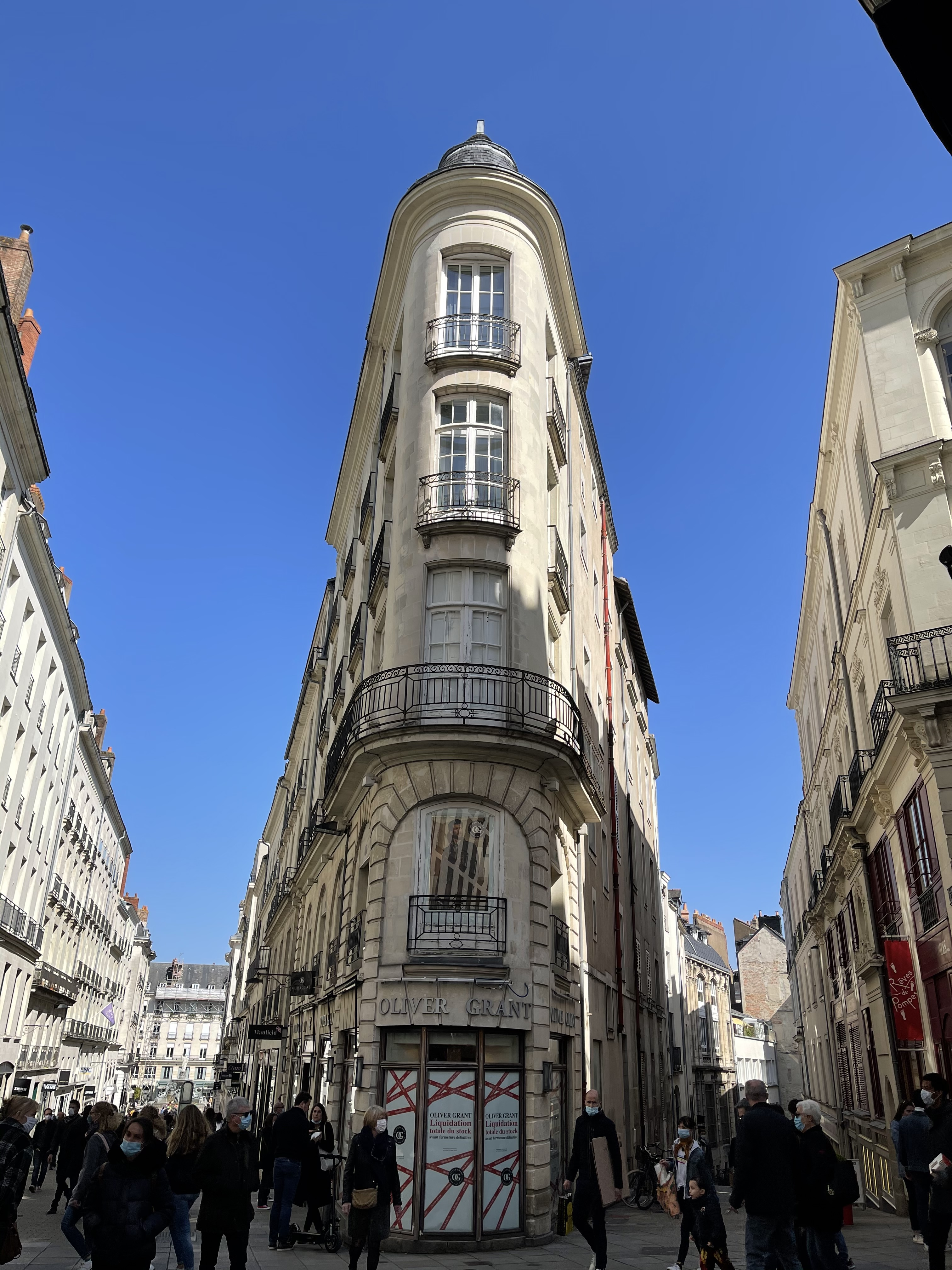
Croisement de la rue Crébillon et de la rue du Puits d'Argent.

Elle rend honneur au dramaturge français Prosper Jolyot de Crébillon (1674-1762).

## Historique

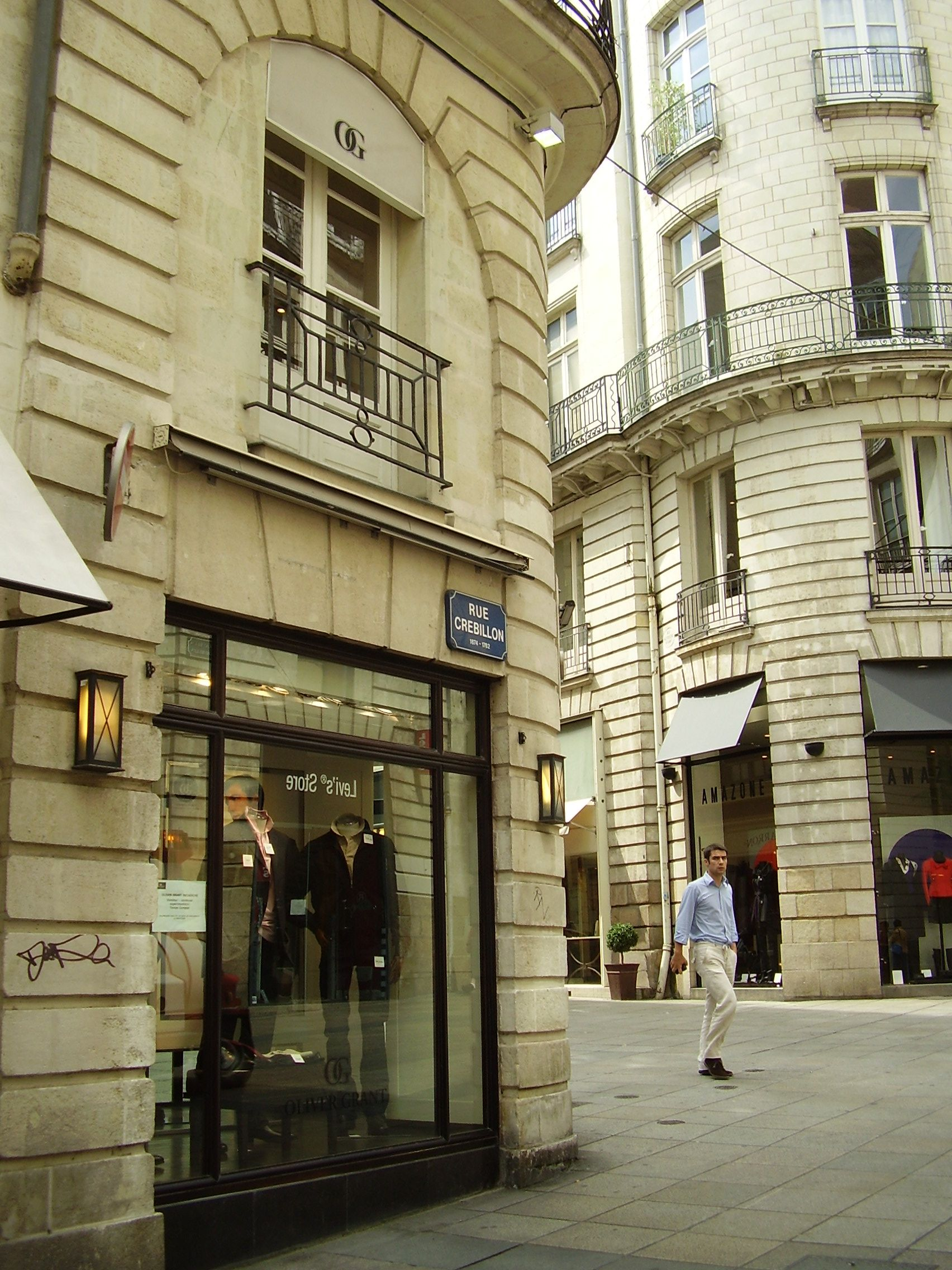
Le no 13, rue Crébillon au débouché de la rue Santeuil.

Le projet du tracé de la rue date de 1770, et fait partie de l'une des trois artères principales voulues par Jean-Joseph-Louis Graslin, receveur général des fermes, qui permettra d'irriguer le nouveau quartier qui, par la suite porta le nom de son promoteur. L'alignement des façades qui la bordent s'achève en 1828.
Achevée à la fin du XVIIIe siècle, la rue Crébillon porte le nom de « rue de Goyon » et relie les deux nouvelles places Graslin et Royale. Certains documents mentionnent qu'en 1787, la rue est également baptisée « rue de Bourbon ». En 1791, après la fuite du roi Louis XVI, la rue est provisoirement nommée « rue de Varennes ». C'est vers 1792 qu'elle adopte le nom "rue Crébillon".
En 1852, la rue est une des premières voies nantaises à être équipées de lanternes alimentées au gaz.
En 1985, l'artère est réaménagée, présentant des trottoirs larges de 3 mètres chacun, pavés de dalles de granit beige, tandis que la voie centrale également de 3 mètres de large était bitumée, à l'exception des zones de croisement avec les principales rues adjacentes, qui sont aussi pavées de granit. 

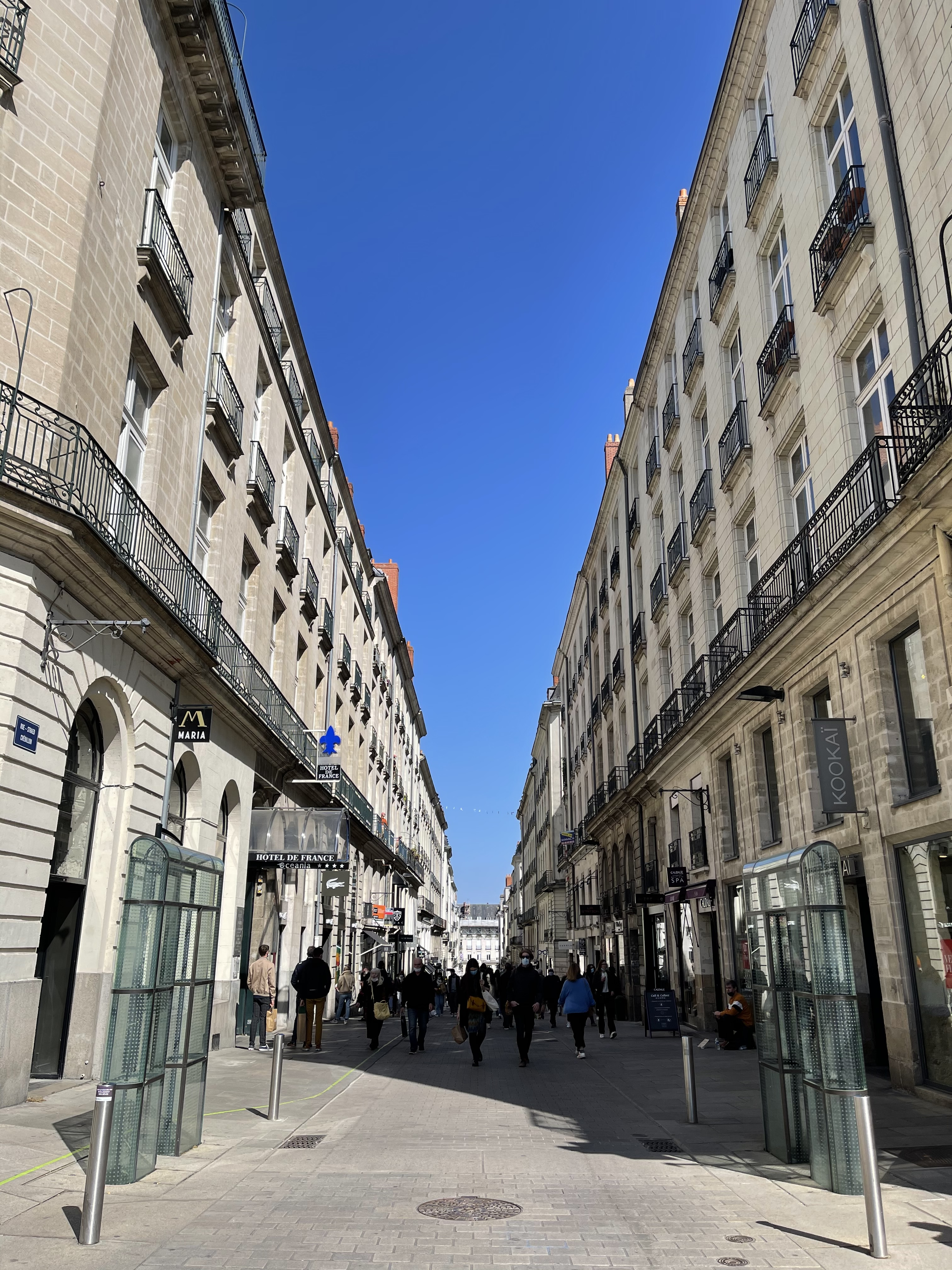
La rue Crébillon vue depuis la place Graslin.

La rue devient voie piétonne le 1er octobre 2012.
Entre septembre 2017 et mars 2018, l'artère a fait l'objet de travaux de réaménagement afin d’améliorer l'accessibilité et présenter une configuration similaire aux rues piétonnes du secteur. La voie centrale fut retraitée de manière à la mettre au même niveau que les trottoirs actuels en supprimant les enrobés qui ont été remplacés par des pavés de granit tandis que les portiques lumineux ont été remis en état et équipés de leds,.

## Bâtiments remarquables et lieux de mémoire

### Expressions populaires locales

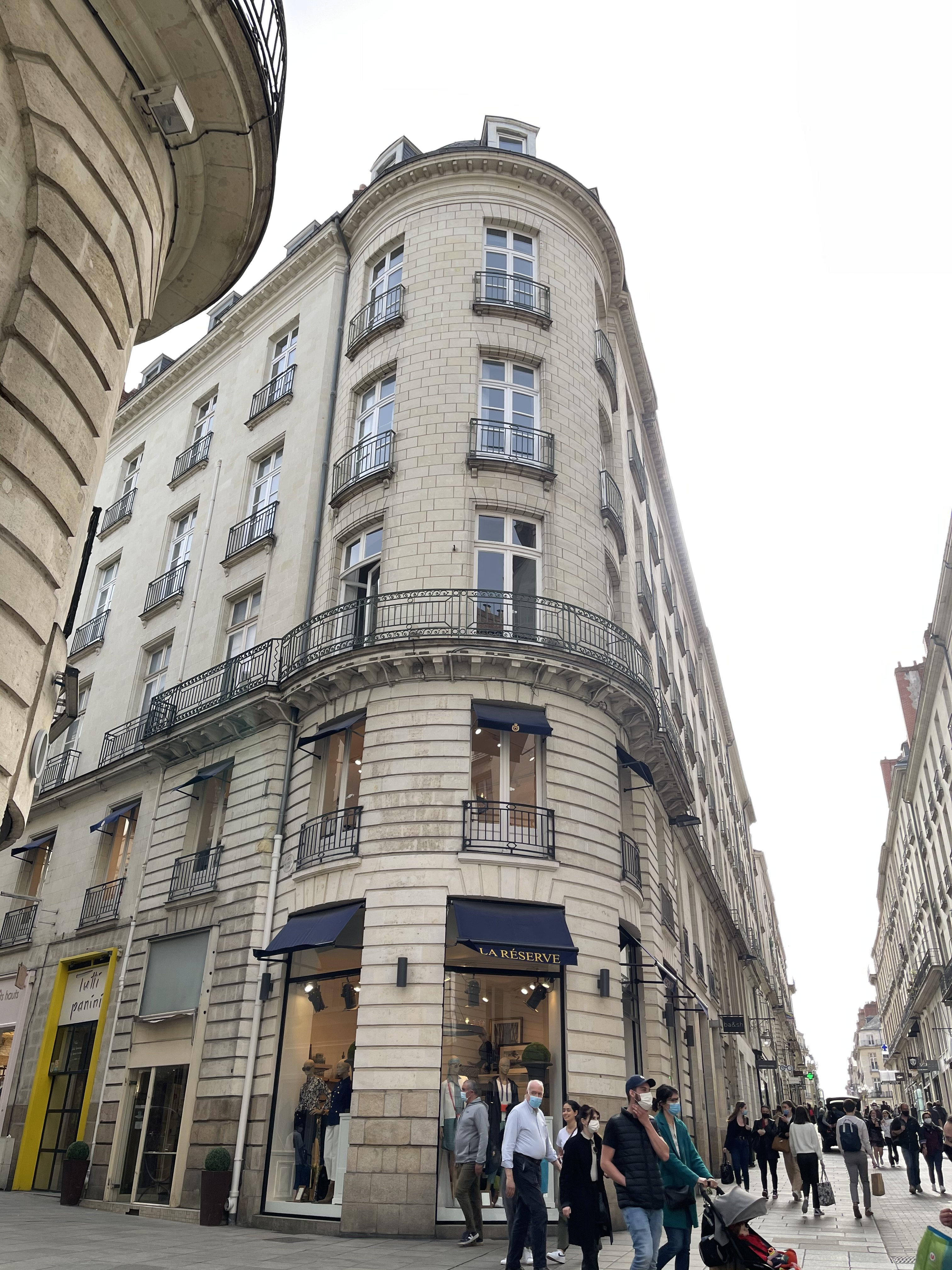
Croisement de la rue Crébillon avec la rue Santeuil.

Cette rue, très commerçante, a donné au vocabulaire nantais le verbe crébillonner qui signifie « traîner en faisant ses courses ». Selon Stéphane Pajot, c'est le seul cas en France où le nom d'une rue ait donné naissance à un verbe.
L'expression « frisé(e) comme la rue Crébillon » fait, quant à elle, référence à la rectitude de cette rue.

## Architecture et bâtiments remarquables
Au no 24, à une vingtaine de mètres du théâtre Graslin, se trouve l'« Hôtel de France », établissement 4 étoiles installé depuis la fin de la Seconde Guerre mondiale dans un ancien hôtel particulier du XVIIIe siècle ayant appartenu à Jean-Joseph-Louis Graslin qui fut à l'origine de l'urbanisation du quartier. Cet établissement de 72 chambres présente un hall d'accueil de style Louis XVI.

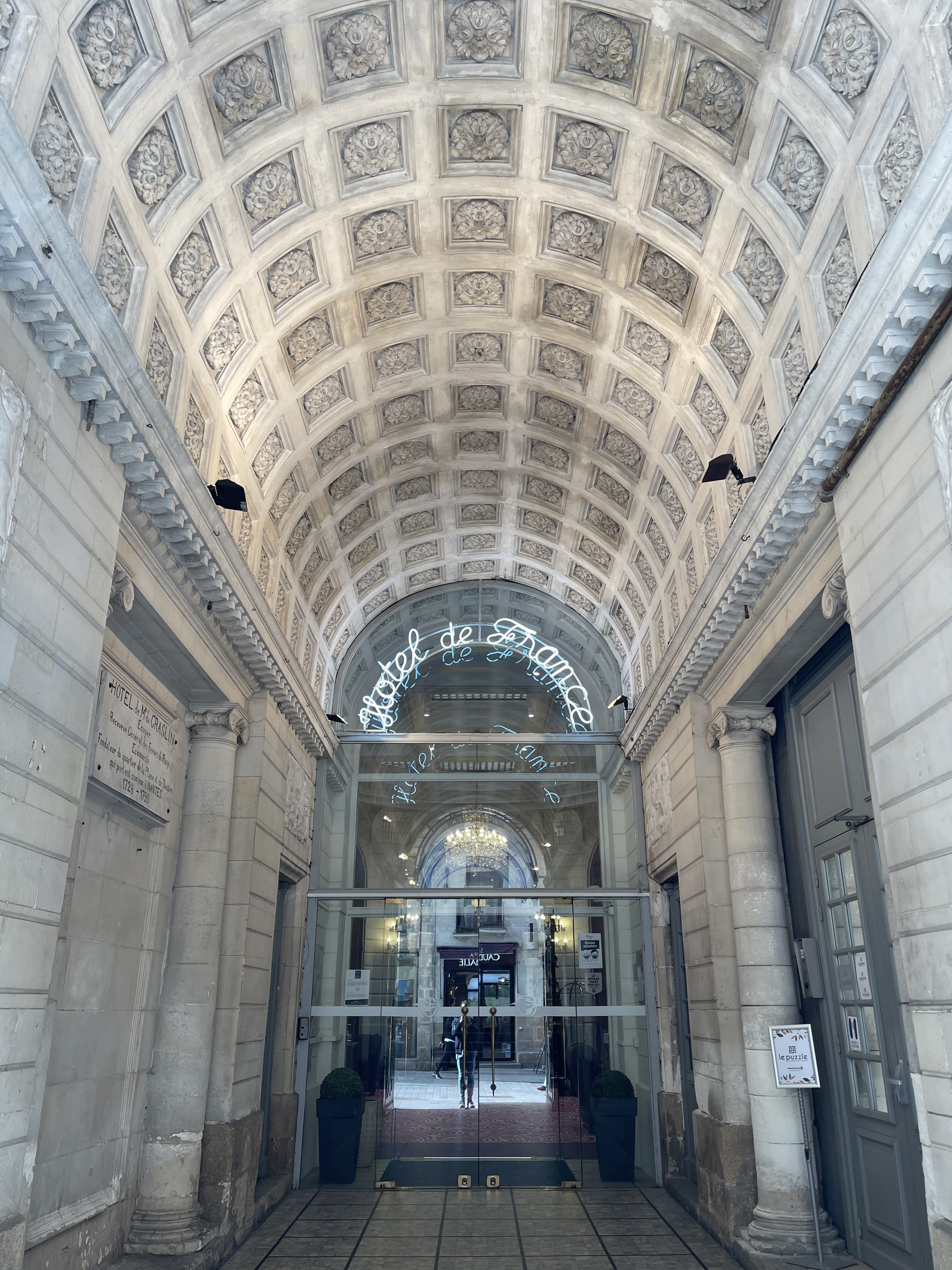
L'entrée de l'Hôtel de France depuis la rue Crébillon.

## Voies secondaires

### Passage de la Châtelaine
Situé entre les nos 18 et 20, ce passage commercial doté notamment de boutiques de prêt-à-porter, a été percé en 1961 et est également appelé « passage Crébillon-Scribe » puisqu'il permet de rejoindre la rue Scribe. Détruit par un incendie le 1er avril 2012, sa reconstruction qui a débuté le 5 octobre 2015 et doit permettre, d'une part, d'augmenter la surface commerciale en la faisant passer à 2 350 m2 sur deux niveaux, et d'autre part, d'intégrer 37 logements organisés autour d’un jardin suspendu. Sa réouverture est prévue pour le printemps 2018.

### Coordonnées des lieux mentionnés
1. ↑  Passage de la Châtelaine : 47° 12′ 50″ N, 1° 33′ 40″ O